# Fernando Sousa Fernandes
Fernando Sousa Fernandes (* 11. November 1956 in Torres Vedras) ist ein ehemaliger portugiesischer Radrennfahrer und nationaler Meister im Radsport.

## Sportliche Laufbahn
1981 gewann er die nationale Meisterschaft im Einzelzeitfahren. Von 1985 bis 1990 war Sousa Fernandes als Berufsfahrer aktiv. Etappensiege in der Portugal-Rundfahrt holte er 1980 und 1981 (zweifach). Die dritten Plätze 1979, 1981 und 1987 waren seine besten Resultate in der Gesamtwertung der Rundfahrt durch Portugal. Weitere Etappenerfolge errang Sousa Fernandes in den Etappenrennen Grande Prémio Jornal de Notícias 1981, 1986, 1987 und 1988, im Grande Prémio de Ciclismo de Torres Vedras 1984 und 1985, in der Algarve-Rundfahrt 1986 sowie im Grande Prémio de Pereiro-Macao 1987. 1984 siegte er in der Gesamtwertung des Prémio de Ciclismo de Torres Vedras vor Patrice Thevenard.
Die Internationale Friedensfahrt bestritt er dreimal. 1981 wurde er 24., 1982 26. und 1983 36. der Gesamtwertung.  In der Vuelta a España 1989 wurde er 66., 1988 war er ausgeschieden.